# 突厥歌唱大賽
突厥歌唱大賽（土耳其語：Türkvizyon Şarkı Yarışması，縮寫為TSC）是由突厥文化国际组织（TÜRKSOY）與土耳其音樂頻道TMB TV受歐洲歌唱大賽的形式啟發而舉辦的年度歌曲大賽。首屆大賽於2013年12月在土耳其埃斯基谢希尔舉行。突厥歌唱大賽只有推派使用突厥語系語言創作及歌唱的歌曲和突厥民族歌手為代表的國家和地區才有資格參加。最近一次是2020年12月20日在土耳其伊斯坦堡透過線上舉行的大賽。

## 歷史
突厥歌唱大賽是TÜRKSOY與TMB TV合作基於歐洲歌唱大賽類似的賽制創建的歌唱比賽，並主要參賽方都集中在突厥國家、地區與民族。每個參賽國都必須先在預賽較量一輪，各國評審根據表演的表現給自己以外的國家打出1至10分，最後再由預賽中脫穎而出的12至15個國家晉級至決賽，並由各國評審評分決定出冠軍。大賽官方雖然表示過以後會開放觀眾投票，但到最近一屆為止都尚未實施。主辦突厥歌唱大賽的國家/地區和城市多為當年突厥世界文化及藝術之都的所在處。
在連續舉辦三屆之後，原本於2016年要在伊斯坦堡舉行的第四屆大賽在大賽本該進行的12月時因不明原因宣布將會延後到2017年再舉行，但之後便不了了之。後來的2017年和2018年都有宣布大賽要舉行的消息，但之後都被取消舉辦。
2020年11月，突厥歌唱大賽官網表示他們希望能在亞塞拜然的舒沙舉辦2021年大賽，此事原先由大賽總協調員伊斯拉姆·巴格羅夫（İslam Bağırov）在2020年12月證實，但之後官方才揭露2021年大賽將在哈薩克的突厥斯坦，而最終2021年大賽也沒有舉行。
2022年2月1日，烏茲別克的旅遊大使在Twitter上宣布2022年大賽將於2022年6月的第一周在费尔干纳舉行，然而在這之後TÜRKSOY表示大賽將移到土耳其的布尔萨舉行，但最終2022年大賽也沒有舉行。截至2022年，突厥歌唱大賽的未來仍充滿著不確定性。

## 參賽國家

自2013年：
至少參賽過一次
至少參賽過一次，但是以合推代表方式參賽
從未參賽，但符合參加資格
曾試著參賽，但最後退出

來自突厥语族或突厥族群國家和地區的的參賽者，如土耳其、克里米亚、卡拉恰伊-切爾克斯，才有資格參加突厥歌唱大賽。
一共有24個國家和地區參加了首屆突厥歌唱大賽，楚瓦什、俄羅斯、土庫曼和新疆本來也在當年的參賽名單中，但都因不明原因退出。
圖例說明
| 國家、地區和民族             | 首次參賽 | 最近參賽 | 參賽次數 | 奪冠次數 | 負責廣播公司                                                    |
| ---------------------------- | -------- | -------- | -------- | -------- | --------------------------------------------------------------- |
| 阿尔巴尼亚                   | 2014     | 2020     | 3        | 0        | 阿尔巴尼亚广播电视台                                            |
| 阿尔泰共和国（ 俄羅斯）      | 2013     | 2013     | 1        | 0        | 阿爾泰山區STRC                                                  |
|                              | 2013     | 2020     | 4        | 1        | 阿扎德亞塞拜然電視台                                            |
| 巴什科爾托斯坦（ 俄羅斯）    | 2013     | 2020     | 3        | 0        | 巴什科爾托斯坦STRC                                              |
| 白俄羅斯                     | 2013     | 2020     | 3        | 0        | 白俄羅斯國家電視廣播公司                                        |
|                              | 2013     | 2020     | 4        | 0        | 哈亞特電視台                                                    |
| 保加利亚                     | 2014     | 2015     | 2        | 0        | Alfa Media                                                      |
| 克里米亞（ 乌克兰）          | 2013     | 2014     | 2        | 0        | 克里米亞公共廣播與電視公司                                      |
| 加告茲（ 摩尔多瓦）          | 2013     | 2020     | 4        | 0        | 加告茲廣播電視台（GRT）                                         |
|                              | 2013     | 2020     | 3        | 0        | - 克維莫-卡特利州電視台（2013） - 馬爾內烏利電視台（2014-2015） |
| 德国                         | 2014     | 2020     | 3        | 0        | Türk Show                                                       |
| 伊朗                         | 2014     | 2015     | 2        | 0        | 伊朗伊斯兰共和国广播电视台                                      |
| 伊拉克                       | 2013     | 2015     | 3        | 0        | 土庫曼電視台                                                    |
| 土耳其裔伊拉克人（ 伊拉克）  | 2020     | 2020     | 1        | 0        | 土庫曼電視台                                                    |
| 卡巴爾達-巴爾卡爾（ 俄羅斯） | 2013     | 2014     | 2        | 0        | 卡巴爾達-巴爾卡爾GTRK                                           |
| 卡拉恰伊-切爾克斯（ 俄羅斯） | 2013     | 2014     | 2        | 0        | Arkhyz 24（Аркхыз 24）                                          |
|                              | 2013     | 2020     | 4        | 1        | 亞當媒體集團（Adam Media Group）                                |
| 哈薩克維吾爾族（ ）          | 2020     | 2020     | 1        | 0        | N/A                                                             |
| 克麦罗沃州（ 俄羅斯）        | 2013     | 2013     | 1        | 0        | 全俄国家电视广播公司（VGTRK）                                   |
| 哈卡斯（ 俄羅斯）            | 2013     | 2020     | 3        | 0        | VGTRK                                                           |
| 科索沃                       | 2013     | 2015     | 2        | 0        | 科索沃廣播電視台（RTK）                                         |
|                              | 2013     | 2020     | 4        | 1        | 吉尔吉斯公共广播电视公司                                        |
| 摩尔多瓦                     | 2020     | 2020     | 1        | 0        | KTRK                                                            |
| 莫斯科州（ 俄羅斯）          | 2014     | 2020     | 2        | 0        | VGTRK                                                           |
| 諾蓋族（ 俄羅斯）            | 2020     | 2020     | 1        | 0        | 諾蓋青年聯盟                                                    |
| 北馬其頓                     | 2013     | 2020     | 4        | 0        | 馬其頓廣播電視第二台（MRT 2）                                   |
| 北賽普勒斯（ 賽普勒斯）      | 2013     | 2020     | 3        | 0        | 青年電視台                                                      |
| 波蘭                         | 2020     | 2020     | 1        | 0        | N/A                                                             |
| 羅馬尼亞                     | 2013     | 2020     | 4        | 0        | Alpha TV Media                                                  |
| 塞爾維亞                     | 2015     | 2020     | 2        | 0        | RTV新帕扎爾                                                     |
| 叙利亚                       | 2015     | 2015     | 1        | 0        | 敘利亞廣電總局（ORTAS）                                         |
| 韃靼斯坦（ 俄羅斯）          | 2013     | 2020     | 3        | 0        | 麥丹電視台                                                      |
| 土耳其                       | 2013     | 2020     | 4        | 0        | 克拉爾電視台                                                    |
|                              | 2014     | 2014     | 1        | 0        | 黃金年代頻道                                                    |
| 圖瓦（ 俄羅斯）              | 2013     | 2020     | 3        | 0        | VGTRK                                                           |
| 秋明州（ 俄羅斯）            | 2020     | 2020     | 1        | 0        | VGTRK                                                           |
| 乌克兰                       | 2013     | 2020     | 4        | 1        | 烏克蘭國家電視文化台                                            |
|                              | 2013     | 2015     | 3        | 0        | 烏茲別克國家電視廣播公司（MTRK）                                |
| 雅庫特（ 俄羅斯）            | 2013     | 2020     | 3        | 0        | VGTRK                                                           |

### 其他國家、地區和民族
以下是曾宣布過參賽或具有參賽之資格，但因各種原因而至今仍未參賽的國家、地區和民族：
- 阿布哈茲
- 阿富汗
- 奥地利[c][15][16]
- 比利时[c][15]
- 布里亞特（ 俄羅斯）
- 車臣（ 俄羅斯）
- 楚瓦什（ 俄羅斯）[c][15][17]
- 達吉斯坦（ 俄羅斯）[c][15][18]
- 希腊[d][16]
- 匈牙利[c][15]
- 印古什（ 俄羅斯）
- 內蒙古（ 中國）
- 卡爾梅克（ 俄羅斯）[e]
- 卡拉卡尔帕克斯坦 （ ）
- 庫梅克族（ 俄羅斯）[f][22]
- 拉脫維亞[g][15][16]
- 蒙古国
- 荷蘭[h]
- 俄羅斯
- 斯塔夫罗波尔边疆区（ 俄羅斯）[i][15][16]
- 循化（ 中國）
- 瑞典[j]
- [c][15][16]
- 新疆（ 中國）[k][15][17]

## 大賽冠軍

### 以年份排列
| 年份   | 日期     | 舉辦城市     | 參賽國家數目 | 冠軍國家 | 演出順序 | 歌曲                                         | 表演者                                                 | 得分 | 冠亞軍得分差 | 亞軍國家 |
| ------ | -------- | ------------ | ------------ | -------- | -------- | -------------------------------------------- | ------------------------------------------------------ | ---- | ------------ | -------- |
| 2013年 | 12月21日 | 埃斯基谢希尔 | 24           |          | 9        | 〈長命〉 〈Yaşa〉                            | 法里德·哈薩諾夫 Farid Hasanov / Fərid Həsənov          | 210  | 5            | 白俄羅斯 |
| 2014年 | 11月21日 | 喀山         | 25           |          | 3        | 〈我看到了踪跡〉 〈Izin kórem〉 (Ізін көрем) | 扎娜兒·杜加洛娃 Zhanar Dugalova / Жанар Дұғалова       | 225  | 24           | 韃靼斯坦 |
| 2015年 | 12月19日 | 伊斯坦堡     | 21           |          | 11       | 〈誰知道〉 〈Kim bilet〉 (Ким билет)         | 吉蒂什·伊迪里索娃 Jiidesh İdirisova / Жийдеш Идирисова | 194  | 9            |          |
| 2020年 | 12月20日 | 伊斯坦堡     | 26           | 乌克兰   | 15       | 〈荊棘之路〉 〈Tikenli yol〉                 | 娜塔莉·帕帕佐格魯 Natalie Papazoglu                    | 226  | 22           | 雅庫特   |

### 以國家/地區排列

顯示自2013年以來冠軍國的參賽國地圖

下表顯示各個曾進入前三名國家的大賽總和成績，以及其中冠軍國的獲勝年份。
| 國家/地區      | 金牌 | 銀牌 | 銅牌 | 總和 | 獲勝年份 |
| -------------- | ---- | ---- | ---- | ---- | -------- |
|                | 1    | 1    | 0    | 2    | 2014     |
| 乌克兰         | 1    | 0    | 1    | 2    | 2020     |
|                | 1    | 0    | 0    | 1    | 2013     |
|                | 1    | 0    | 0    | 1    | 2015     |
| 白俄羅斯       | 0    | 1    | 0    | 1    | 不適用   |
| 韃靼斯坦       | 0    | 1    | 0    | 1    | 不適用   |
| 雅庫特         | 0    | 1    | 0    | 1    | 不適用   |
| 巴什科爾托斯坦 | 0    | 0    | 1    | 1    | 不適用   |
|                | 0    | 0    | 1    | 1    | 不適用   |
| 土耳其         | 0    | 0    | 1    | 1    | 不適用   |

### 以語言排列
| 獲勝次數 | 使用語言   | 年份 | 獲勝國 |
| -------- | ---------- | ---- | ------ |
| 1        | 亞塞拜然語 | 2013 |        |
| 1        | 加告茲語   | 2020 | 乌克兰 |
| 1        | 哈薩克語   | 2014 |        |
| 1        | 吉爾吉斯語 | 2015 |        |

## 主辦

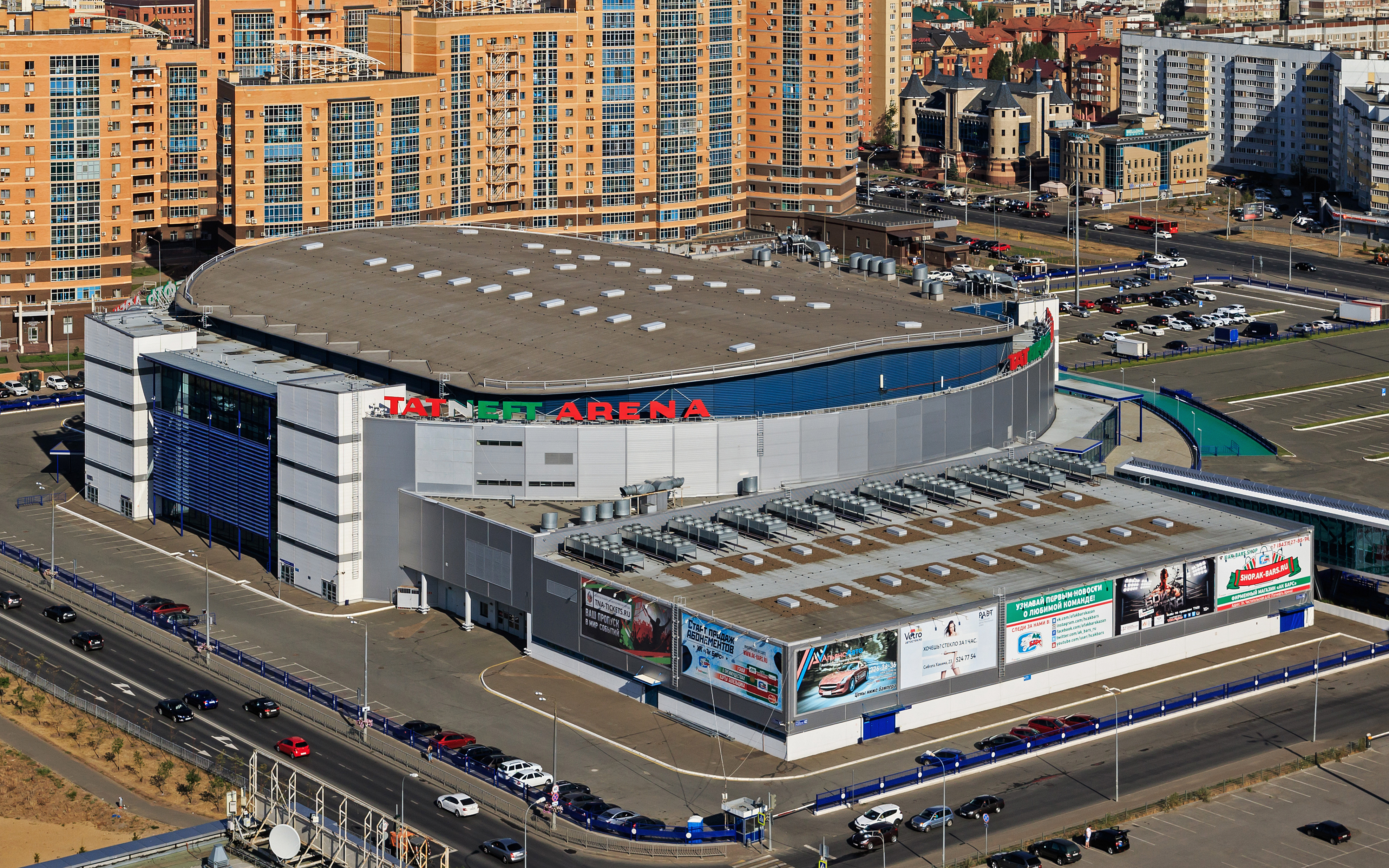
在喀山的TatNeft競技場是2014年突厥歌唱大賽的主辦場地。

| 主辦次數 | 主辦國家/地區 | 主辦城市     | 主辦年份 |
| -------- | ------------- | ------------ | -------- |
| 3        | 土耳其        | 埃斯基谢希尔 | 2013     |
| 3        | 土耳其        | 伊斯坦堡     | 2015     |
| 3        | 土耳其        | 伊斯坦堡     | 2020     |
| 1        | 韃靼斯坦      | 喀山         | 2014     |

## 註記和參考資料

### 註記
1. ↑  該廣播公司曾在地區頻道Bengu Turk上現場轉播2013年大賽的決賽給土耳其裔保加利亞人觀眾。
2. 1 2  自2013年（英语：Turkvision Song Contest 2013）以來都以「卡巴爾達-巴爾卡爾與卡拉恰伊-切爾克斯」名義合推代表方式參賽。
3. 1 2 3 4 5 6  曾計畫參加2016年大賽（英语：Turkvision Song Contest 2016），但因大賽取消而作罷。
4. ↑  曾計畫參加2018年大賽（土耳其語：2018 Türkvizyon Şarkı Yarışması），並已選出艾佩蘭·哈契·易卜拉辛（Alperen Hacı İbrahim）、努里耶·坎巴茲（Nuriye Cambaz）、戈南·毛拉（Gönen Molla）和托甘·奧斯曼（Toğanç Osman）組成四重奏作為參賽代表，但因大賽取消而作罷。
5. ↑  曾派出代表團觀察2015年大賽，但之後沒有對是否參賽做出任何聲明。[19]
6. ↑  曾在2015年9月23日宣布參加2015年大賽，[20]然而在同年12月7日，庫梅克族宣布他們因為當時俄羅斯聯邦與土耳其交惡而無法參賽。盡管如此，庫梅克族還是選出了古爾米拉、法蒂瑪和卡米利亞（Gulmira, Fatima and Kamilya）與他們的庫梅克語歌曲〈Alğa!〉作為他們的參賽代表。庫梅克族之後在2016年大賽被取消前也選出了丹尼爾·哈魯諾（Daniyal Harunow）出賽。[21]
7. ↑  曾在2016年10月29日宣布參加2016年大賽，並選出了奧克薩娜·比萊拉（Oksana Bilera）和她的土耳其語歌曲〈Yakışıyor bize bu sevgi〉作為參賽代表，[23]但因大賽取消而作罷。
8. ↑  荷蘭本來在2016年10月時宣布將由埃爾揚·扎耶夫（Elcan Rzayev）和他的亞塞拜然語歌曲〈Ana – Vətən〉代表在2016年大賽上首次亮相，[24]然而大賽最後被取消。荷蘭在參加2020年大賽（英语：Turkvision Song Contest 2020）時繼續由扎耶夫和〈Ana – Vətən〉出賽，[25]但在2020年12月扎耶夫因為荷蘭對嚴重特殊傳染性肺炎（COVID-19）疫情的管制措施而無法參賽，使得荷蘭只能撤賽收場。[26]
9. ↑  諾蓋族在2015年9月23日時宣布將在2015年大賽上首次登場，並在11月23日宣布將以斯塔夫羅波爾邊疆區的名義參賽，[27]但後來由於文化部禁止俄羅斯地區參加TÜRKSOY組織的活動而被迫退賽。[28]諾蓋族在2016年還會在一次嘗試以斯塔夫羅波爾邊疆區名義參賽，但這次因為大賽被取消而作罷。
10. ↑  曾在2016年10月25日宣布參加2016年大賽，並選出了阿加萬（Arghavan）和她的亞塞拜然語歌曲〈Dirçəliş〉作為參賽代表。[29]在2016年大賽被取消之後，瑞典最初決定繼續由阿加萬和〈Dirçəliş〉出戰2020年大賽，但最終因無法錄製大賽可接受的表演而撤賽。[30]
11. ↑  曾計畫參加2013年的首屆大賽（英语：Turkvision Song Contest 2013），但因不明原因撤賽。

## 外部連結
- 官方网站